# Aoujeft
Aoujeft (ou Oujeft), est une ville et une commune du centre-ouest de la Mauritanie, située dans la région de l'Adrar.

## Population
Lors du recensement général de 2000, Aoujeft comptait 6 019 habitants.